# L’enfance du Christ
L’enfance du Christ ist ein Oratorium (Originalbezeichnung: „Trilogie sacrée“, op. 25) von Hector Berlioz, welches bedeutende Ereignisse aus der Kindheit Christi behandelt und aus den drei Teilen Le songe d’Hérode (Der Traum des Herodes), La fuite en Égypte (Die Flucht nach Ägypten) und L’arrivée à Saïs (Die Ankunft in Sais) besteht. Das Libretto verfasste Berlioz auf der Grundlage der Erzählungen des Neuen Testaments.

## Entstehungsgeschichte
Die Keimzelle des Oratoriums ist der Chor L’adieu des bergers aus dem zweiten Teil des Stückes: an einem geselligen Abend, den Berlioz 1850 mit seinem Freund, dem Architekten Joseph-Louis Duc, zubrachte, forderte dieser ihn auf, kurzerhand ein Musikstück aufzuzeichnen. Berlioz entwarf ein „vierstimmiges Andantino für Orgel“, von mystisch-ländlichem und naivem Charakter. Dies brachte ihn auf die Idee, die Musik mit einem entsprechenden Text zu unterlegen. So arbeitete er das Orgelstück in den Chor der Hirten um, die die Heilige Familie in Bethlehem verabschieden. In den folgenden Tagen schrieb Berlioz den Satz „Die Rast der Heiligen Familie“, womit der Hirtenchor in eine Handlung eingebunden wurde. Hinzu kam denn auch noch eine Ouvertüre, sodass die Flucht nach Ägypten fertiggestellt war.
Als Berlioz am 12. November 1850 ein Konzert dirigierte, brachte er als Lückenfüller den Hirtenchor ein, welchen er als Werk des Pierre Ducré, der im 17. Jahrhundert Kapellmeister in Paris gewesen war, ausgab. Am 1. Dezember 1853 wurde die gesamte Fuite en Égypte in Leipzig aufgeführt. Aufgrund des überwältigenden Erfolges begann Berlioz noch im Dezember, eine Fortsetzung zu komponieren, die die Ankunft der Heiligen Familie in Sais behandelt. Im Frühjahr 1854 kam, um die Balance zu wahren, noch die Vorgeschichte Der Traum des Herodes hinzu.
Die vollständige Trilogie kam am 10. Dezember 1854 zur Uraufführung.

## Besetzung
- Die heilige Maria: Sopran
- Der Erzähler: Tenor
- Der heilige Joseph: Bariton
- Herodes: Bass
- Ein Hausvater: Bass
- Polydorus: Bass
- Ein Zenturio: Tenor
- Chor

## Handlung

### Le songe d’Hérode
Aufführungsdauer: ca. 45 Minuten
Das Oratorium beginnt ohne Ouvertüre mit einem schlicht gehaltenen Accompagnato-Rezitativ des Erzählers, der die Situation im Lande zur Zeit um Christi Geburt schildert: „Zu jener Zeit ward Jesus im Stall geboren […] und schon erzitterten die Mächtigen, schon hofften die Schwachen, und alles wartete …“
Es folgt eine Fuge, die den Marsch (Marche nocturne) einer römischen Patrouille symbolisiert. Die Patrouille begegnet dem Römer Polydorus, der zur Bewachung des königlichen Palastes eingeteilt ist und von den schlaflosen Nächten des Herodes erzählt: „Er träumt, er zittert, sieht überall Verräter […] und vom Abend bis zum Morgen muss er bewacht sein“.
Nachdem die Soldaten das Feld geräumt haben, kommt Herodes selbst zu Wort (Air d’Hérode, Lied des Herodes) und singt von seinem Traum: stets erscheint ihm ein Kind, welches ihn vom Thron stürzt, sein Leben und seinen Ruhm bedroht. In seinem Verlangen nach „nur einer Stunde Frieden“ bedauert er sogar das elende Los des Königs und wünscht sich, „lieber mit den Hirten im Waldesdunkel zu leben“.
Das Selbstmitleid des Herodes wird durch Polydorus unterbrochen, der die Wahrsager ankündigt, die Herodes zu sich bestellt hat. Ihnen schildert er seinen Traum und bittet sie um dessen Deutung. Die Wahrsager „ziehen ihre kabbalistischen Kreise und beginnen die Beschwörung“: sie verkünden dem König, dass ein Kind geboren wurde, welches ihn vom Throne stürzen und seiner Macht berauben wird. Sie empfehlen, alle neugeborenen Kinder zu erschlagen. Herodes ordnet in einem grenzenlos egoistischen Akt die Tötung aller Neugeborenen in Nazareth, Bethlehem und Jerusalem an: „Schönheit, Anmut, Alter können meinen Sinn nicht ändern: Meinem Schrecken muss ein Ende sein“.
Diese Szene und der wilde, ungeschlachte 7/4-Tanz der Wahrsager bieten einen einprägsamen Kontrast zur gelassenen Ruhe, die die folgende Szene im Stall zu Bethlehem verbreitet: Maria und Joseph weisen in einem Duett das Jesuskind sanft an, die Schafe zu füttern. Dieses Familienidyll wird sanft vom Chor der Engel unterbrochen, der die Heilige Familie anweist, ihr Kind vor der großen Gefahr zu retten und nach Ägypten zu fliehen. Die Engel versprechen auf die Bitte der Eltern, der Familie auf dem Weg alle Hindernisse aus dem Weg zu räumen. Berlioz arbeitet eindrucksvoll mit Klangeffekten: der Chor ist angewiesen „hinter der Bühne“ zu singen, wodurch er im Gegensatz zum Gesang Josephs und Mariens entrückt und himmlisch wirkt. Mit einem ätherischen Hosianna! des Engelschores endet der Erste Teil.

### La fuite en Égypte
Aufführungsdauer: ca. 15 Minuten
Der zweite Teil beginnt mit einer zart instrumentierten Ouvertüre in fis-Moll.
Es folgt der Schäferchor „L’adieu des bergers à la Sainte Famille“, die Keimzelle des gesamten Oratoriums: die Schäfer verabschieden sich von der Heiligen Familie. Der Chor ist in drei Strophen gegliedert: in der ersten werden dem Kind liebevolle Eltern gewünscht, auf dass es wachse und gedeihe und „selbst ein guter Vater werden“ möge. In der zweiten Strophe geben die Schäfer ihrem Wunsch Ausdruck, dass das Kind zu ihrem Heile wiederkehren und „der Hirten Armut stets im herzen tragen“ möge. In der letzten Strophe wünschen die Schäfer der Familie Glück und Segen, auf dass sie nie „die Schläge des Unrechts ertragen müssen“.
Im letzten Satz Die Rast der Heiligen Familie schildert der Erzähler eine Rast, die die Familie auf dem Weg nach Ägypten einlegt. Mit einem sanften Halleluja! in pianissimo endet der zweite Teil.
Der zweite Teil zeichnet sich insgesamt durch die sehr sparsame Instrumentierung mit kleinem Orchester ohne Hörner und Fagotte und einen extrem durchsichtigen und ätherischen Satz aus. Berlioz verwendet hier gehäuft Kirchentonarten.

### L’arrivée à Saïs
Aufführungsdauer: ca. 45 Minuten
Im letzten Teil führt zunächst wieder der Erzähler das Wort: er schildert den beschwerlichen Weg der Heiligen Familie von Bethlehem nach Sais.
Es folgt ein Duett Josephs und Mariens, die an die Türen der Häuser um Einlass bitten, doch aufgrund ihrer hebräischen Herkunft überall abgewiesen werden. Die Verzweiflung der Familie wird durch ein sogar für Berlioz ungewöhnliches Klangbild verdeutlicht: Bratschen, klagende Oboen und Englischhorn sowie abreißende Geigenphrasen begleiten die Versuche der Eltern, Unterkunft zu finden.
Schließlich werden sie von einem Ismaeliten eingelassen, dessen Tür „nie verschlossen ist gegen Leute in Not“. Es stellt sich heraus, dass der Hausvater denselben Beruf ausübt wie Joseph (Zimmermann) und lädt ihn ein, mit ihm zu arbeiten und das Kind in seinem Hause aufwachsen zu lassen.
„Um den Abend gut zu beenden“ beginnt der Ismaelit gemeinsam mit seiner Familie zu musizieren: das nun folgende Trio für Flöten und Harfe ist eines der wenigen kammermusikalischen Stücke, die Berlioz je geschrieben hat.
Anschließend gehen Joseph und Maria unter den guten Wünschen der Ismaeliten zu Bett.
Als Epilog folgt eine kurze Reflexion des Erzählers über das Geschehen: ein Ungläubiger war es, der die Familie eingelassen hatte und so „dem Heiland Rettung brachte“. So war es möglich, dass nach zehn Jahren die Familie in ihre Heimat zurückkehren konnte und Jesus dort sein Heilswerk vollenden konnte.
Das Werk endet mit einem Ensemble aus Chor und Erzähler, welche zu Bescheidenheit angesichts dieses Mysteriums mahnen:
Oh meine Seele, was bleibt dir noch zu tun

Außer deinen Stolz vor diesem Mysterium zu beugen!

Oh meine Seele! Oh mein Herz, erfülle dich mit ernster, reiner Liebe

Denn sie allein kann dir das Himmelreich auftun

## Nachwirkung
Berlioz war oft Anfeindungen der Fachwelt und des Publikums ausgesetzt; seine Kritiker, deren es bei Weitem mehr gab als Anhänger, bemängelten an seiner Musik oft angebliche Bizarrität und dissonanten Klang. L’enfance du Christ war aber auf Anhieb ein großer Erfolg und wurde von fast allen Pariser Musikkritikern hochgelobt. Viele vermeinten, einen radikalen Umbruch im Werk Berlioz’ zu erkennen, eine Abwendung von seinem alten Stil zugunsten eines neuen, freundlicheren. Dies wies Berlioz entschieden zurück:

„Nichts wäre unberechtigter als diese Ansicht. Der Stoff verlangt ganz von selbst eine naive, sanfte Vertonung und ist daher ihrem [der Kritiker] Geschmack und ihrer Intelligenz zugänglicher. […] Ich hätte die Kindheit Christi vor zwanzig Jahren genau so geschrieben.“

Bis heute ist das Werk sehr populär geblieben und wird recht häufig, zumeist um die Weihnachtszeit, aufgeführt.

## Fernsehfassung
- L’enfance du Christ – Sherrill Milnes, Giorgio Tozzi, Charles Anthony, Ara Berberian. CBS Orchestra, Dirigent Alfredo Antonini, Columbia Broadcasting System 1964.[1]